# Aleksa Terzić
Aleksa Terzić (in serbo Алекса Терзић?; Belgrado, 17 agosto 1999) è un calciatore serbo, difensore del Salisburgo e della nazionale serba.

## Carriera

### Club

#### Le giovanili della Stella Rossa e l'esordio in prima squadra
Cresciuto nel settore giovanile della Stella Rossa, ha esordito in prima squadra il 20 luglio 2018, nella partita di campionato vinta per 3-0 contro la Dinamo Vranje. Alla fine del girone d'andata, dove è stato protagonista anche nella squadra giovanile impegnata nella Youth League 2018-2019 giocando le sei gare del girone, passa in prestito al Grafičar Belgrado con cui vince il campionato nella Srpska liga Beograd, uno dei 4 gironi che compongono la Srpska Liga, la terza divisione del campionato serbo di calcio.

#### Fiorentina e il prestito a Empoli
Il 13 giugno 2019 viene acquistato a titolo definitivo dalla Fiorentina. Fa il suo esordio in Serie A il 29 luglio 2020, subentrando nei minuti finali nel successo per 4-0 contro il Bologna.
Il 1º settembre 2020, viene ceduto in prestito con diritto di riscatto e controriscatto all'Empoli. Con la squadra toscana si impone immediatamente come titolare inamovibile, contribuendo in maniera importante alla promozione del club in Serie A.

#### Il rientro a Firenze
A fine anno, la società Empoli non riscatta il calciatore. Tornato alla Fiorentina, gioca per la prima volta da titolare in Serie A con la maglia viola contro il Verona, il 22 dicembre 2021. Chiude la stagione con 14 presenze in campionato e una in Coppa Italia.
Confermato in viola dal nuovo allenatore Vincenzo Italiano, nella stagione 2022-2023 gioca la sua prima gara europea a Istanbul, partendo titolare nel match di UEFA Europa Conference League perso contro il Başakşehir. Lungo il campionato, pur agendo principalmente da riserva di Cristiano Biraghi, il terzino vede aumentare gradualmente lo spazio a sua disposizione nella formazione toscana. Il 30 aprile 2023, nella partita di campionato contro la Sampdoria, segna il suo primo gol in maglia viola e contestualmente il primo tra i professionisti, fissando il risultato sul 5-0.

### Salisburgo
Sostituito dal nuovo acquisto della Fiorentina, Fabiano Parisi, il 23 luglio 2023 Terzić viene ceduto per 5,5 milioni più bonus al Salisburgo.

### Nazionale
Il 16 ottobre 2018 ha esordito con la nazionale Under-21 serba nella partita di qualificazione all'Europeo 2019 pareggiata per 0-0 contro l'Armenia. Viene in seguito convocato per gli Europei di categoria.
Il 7 giugno 2021 debutta in nazionale maggiore in amichevole contro la Giamaica.
Il 15 novembre 2024 realizza la sua prima rete per la Serbia nel pareggio esterno in Nations League contro la Svizzera (1-1).

## Statistiche

### Presenze e reti nei club
Statistiche aggiornate al 18 maggio 2025.
| Stagione          | Squadra           | Campionato        | Campionato | Campionato | Coppe nazionali | Coppe nazionali | Coppe nazionali | Coppe continentali | Coppe continentali | Coppe continentali | Altre coppe | Altre coppe | Altre coppe | Totale | Totale |
| Stagione          | Squadra           | Comp              | Pres       | Reti       | Comp            | Pres            | Reti            | Comp               | Pres               | Reti               | Comp        | Pres        | Reti        | Pres   | Reti   |
| ----------------- | ----------------- | ----------------- | ---------- | ---------- | --------------- | --------------- | --------------- | ------------------ | ------------------ | ------------------ | ----------- | ----------- | ----------- | ------ | ------ |
| 2018-gen. 2019    | Stella Rossa      | SL                | 2          | 0          | CS              | 0               | 0               | UCL                | -                  | -                  | -           | -           | -           | 2      | 0      |
| gen.-giu. 2019    | Grafičar Belgrado | 3L                | 10         | 0          | -               | -               | -               | -                  | -                  | -                  | -           | -           | -           | 10     | 0      |
| 2019-2020         | Fiorentina        | A                 | 2          | 0          | CI              | 2               | 0               | -                  | -                  | -                  | -           | -           | -           | 4      | 0      |
| 2020-2021         | Empoli            | B                 | 21         | 0          | CI              | 2               | 0               | -                  | -                  | -                  | -           | -           | -           | 23     | 0      |
| 2021-2022         | Fiorentina        | A                 | 14         | 0          | CI              | 1               | 0               | -                  | -                  | -                  | -           | -           | -           | 15     | 0      |
| 2022-2023         | Fiorentina        | A                 | 22         | 1          | CI              | 3               | 0               | UECL               | 7                  | 0                  | -           | -           | -           | 32     | 1      |
| Totale Fiorentina | Totale Fiorentina | Totale Fiorentina | 38         | 1          |                 | 6               | 0               |                    | 7                  | 0                  |             | -           | -           | 51     | 1      |
| 2023-2024         | Salisburgo        | BL                | 18         | 0          | CA              | 2               | 1               | UCL                | 2                  | 0                  | -           | -           | -           | 22     | 1      |
| 2024-2025         | Salisburgo        | BL                | 22         | 0          | CA              | 3               | 1               | UCL                | 9                  | 0                  | Cmc         | -           | -           | 34     | 1      |
| Totale Salisburgo | Totale Salisburgo | Totale Salisburgo | 40         | 0          |                 | 5               | 2               |                    | 11                 | 0                  |             | -           | -           | 56     | 2      |
| Totale carriera   | Totale carriera   | Totale carriera   | 111        | 1          |                 | 13              | 2               |                    | 18                 | 0                  |             | -           | -           | 142    | 3      |

### Cronologia presenze e reti in nazionale
| Cronologia completa delle presenze e delle reti in nazionale ― Serbia | Cronologia completa delle presenze e delle reti in nazionale ― Serbia | Cronologia completa delle presenze e delle reti in nazionale ― Serbia | Cronologia completa delle presenze e delle reti in nazionale ― Serbia | Cronologia completa delle presenze e delle reti in nazionale ― Serbia | Cronologia completa delle presenze e delle reti in nazionale ― Serbia | Cronologia completa delle presenze e delle reti in nazionale ― Serbia | Cronologia completa delle presenze e delle reti in nazionale ― Serbia |
| Data                                                                  | Città                                                                 | In casa                                                               | Risultato                                                             | Ospiti                                                                | Competizione                                                          | Reti                                                                  | Note                                                                  |
| --------------------------------------------------------------------- | --------------------------------------------------------------------- | --------------------------------------------------------------------- | --------------------------------------------------------------------- | --------------------------------------------------------------------- | --------------------------------------------------------------------- | --------------------------------------------------------------------- | --------------------------------------------------------------------- |
| 7-6-2021                                                              | Miki                                                                  | Serbia                                                                | 1 – 1                                                                 | Giamaica                                                              | Amichevole                                                            | -                                                                     |                                                                       |
| 11-6-2021                                                             | Kobe                                                                  | Giappone                                                              | 1 – 0                                                                 | Serbia                                                                | Amichevole                                                            | -                                                                     |                                                                       |
| 11-11-2021                                                            | Belgrado                                                              | Serbia                                                                | 4 – 0                                                                 | Qatar                                                                 | Amichevole                                                            | -                                                                     | 47’                                                                   |
| 24-3-2022                                                             | Budapest                                                              | Ungheria                                                              | 0 – 1                                                                 | Serbia                                                                | Amichevole                                                            | -                                                                     | 65’                                                                   |
| 9-6-2022                                                              | Solna                                                                 | Svezia                                                                | 0 – 1                                                                 | Serbia                                                                | UEFA Nations League 2022-2023 - 1º turno                              | -                                                                     | 63’                                                                   |
| 14-10-2023                                                            | Budapest                                                              | Ungheria                                                              | 2 – 1                                                                 | Serbia                                                                | Qual. Euro 2024                                                       | -                                                                     | 46’                                                                   |
| 15-11-2024                                                            | Zurigo                                                                | Svizzera                                                              | 1 – 1                                                                 | Serbia                                                                | UEFA Nations League 2024-2025 - 1º turno                              | 1                                                                     | 26’ 90’                                                               |
| 18-11-2024                                                            | Leskovac                                                              | Serbia                                                                | 0 – 0                                                                 | Danimarca                                                             | UEFA Nations League 2024-2025 - 1º turno                              | -                                                                     | 26’                                                                   |
| 23-3-2025                                                             | Belgrado                                                              | Serbia                                                                | 2 – 0                                                                 | Austria                                                               | UEFA Nations League 2024-2025 - Play-off                              | -                                                                     | 46’                                                                   |
| 7-6-2025                                                              | Tirana                                                                | Albania                                                               | 0 – 0                                                                 | Serbia                                                                | Qual. Mondiali 2026                                                   | -                                                                     | 69’                                                                   |
| 10-6-2025                                                             | Leskovac                                                              | Serbia                                                                | 3 – 0                                                                 | Andorra                                                               | Qual. Mondiali 2026                                                   | -                                                                     | 60’                                                                   |
| Totale                                                                |                                                                       | Presenze                                                              | 11                                                                    |                                                                       | Reti                                                                  | 1                                                                     |                                                                       |

## Palmarès

### Club

#### Competizioni nazionali
- Campionato serbo: 1

Stella Rossa: 2018-2019
- Srpska liga Beograd: 1

Graficar Belgrado: 2018-2019
- Campionato italiano di Serie B: 1

Empoli: 2020-2021